# 허란더우
허란더우(중국어 간체자: 何蓝逗, 정체자: 何藍逗, 병음: Hé Lándòu, 한자음: 하람두, 1999년 10월 16일 ~ )는 중화인민공화국의 배우이다.

## 출연 작품
- 손오공 5: 대신후